# Columns (Computerspiel)
Columns ist ein 1990 veröffentlichtes Arcade-Spiel von Sega. Das Spiel besitzt Ähnlichkeiten mit Tetris. In Deutschland wurde der Sega Game Gear, vergleichbar mit Nintendos Vermarktung des Game Boy zusammen mit Tetris, in der Standardausführung mit Columns ausgeliefert.

## Spielprinzip
Wie in Tetris besteht das Spielfeld aus einem Rechteck, in das der Spieler verschiedene Spielsteine einordnet. Ebenso kann dieser durch bestimmte Zuordnungen Steine aus dem Spiel werfen. Das Spiel wird beendet, falls ein Stein die obere Kante des Rechtecks berührt.
Unterschiede bestehen in der Funktionsweise der Spielsteine: Diese bilden weder verschiedene Formen, noch können sie vom Spieler gedreht werden (In Super Columns für den Game Gear ist das Drehen jedoch möglich). Jede dieser Reihen (engl.: „Columns“) besitzt drei Blöcke (im Spiel jeweils dargestellt als ein Edelstein), die auf zufälliger Basis aus sechs Unterschiedlichen gewählt werden. Durch horizontale Bewegung der Spielsteine und das Ändern der Reihenfolge der einzelnen Blöcke muss der Spieler versuchen, eine beliebige Reihe mindestens drei gleicher Blöcke zu erstellen, um diese vom Spielfeld zu entfernen.
Einen Teil des Reizes macht ein Combo-System (vergleichbar mit dem Ablauf einer Kettenreaktion) aus. Durch das Entfernen von Blöcken ist es möglich, dass andere nachrücken und wiederum eine Reihe drei gleicher Blöcke bilden.

## Portierungen
- Sega Game Gear (1990)
- Sega Master System (1990)
- Sega Mega Drive (1990)
- MSX2 (1990, Telenet Japan)[1]
- PC Engine (1991)
- Sega Saturn (1997) in Columns Arcade Collection
- PlayStation 2 (2003) in SEGA Ages 2500 Vol. 7
- Wii (8. Dezember 2006)[2]
- PlayStation 3 und Xbox 360 (2009) in SEGA Mega Drive Ultimate Collection
- Game Gear Micro (6. Oktober 2020)[3]

## Nachfolger
- Columns II - The Voyage Through Time (Arcade, 1990)
- Flash Columns (Game Gear, 1995, enthalten im Modul Sega Game Pack 4 in 1)
- Columns III - Revenge of Columns (Arcade, 1993; Mega Drive, 1994)
- Stack Columns (Arcade, 1994; Saturn, 1997)
- Super columns (Game Gear, 1995)
- Columns ’97 (Arcade, 1996; Saturn, 1997)
- Hanagumi Taisen Columns - Sakura Wars (Arcade, 1997; Saturn, 1997)
- Hanagumi Taisen Columns 2 (Sega Dreamcast, 2000)
- Columns Crown (Game Boy Advance, 2002)